# Vernonieae
Vernonieae es una tribu de plantas con flores perteneciente a la familia Asteraceae, subfamilia Cichorioideae. Comprende cerca de 1.300 especies. Se encuentran sobre todo en las zonas tropicales y zonas cálidas templadas, tanto en el continente americano como el Viejo Mundo. 

## Descripción
En su mayoría son plantas herbáceas o arbustos, aunque hay al menos una especie de árbol, Vernonia arborea.

## Taxonomía
Vernonieae se considera una tribu hermana de Liabeae. La tribu se originó en Sudáfrica o Madagascar, y se extendió a las Américas en al menos dos eventos diferentes.
En muchas obras alrededor del 80% de las especies de esta tribu se clasifican en el género Vernonia. Otros autores, como Harold E. Robinson, dividen la tribu en un mayor número de géneros pequeños.

## Géneros
- Acanthodesmos C.D.Adams & M.C.du Quesnay
- Acilepidopsis H.Rob.
- Acilepis D.Don.
- Adenoon Dalzell
- Aedesia O.Hoffm.
- Ageratinastrum Mattf.
- Albertinia Spreng.
- Ambassa Steetz
- Anteremanthus H.Rob.
- Aynia H.Rob.
- Baccharoides Moench
- Bechium DC.
- Bishopalea H.Rob.
- Blanchetia DC.
- Bolanosa A.Gray
- Bothriocline Oliv. ex Benth.
- Brachythrix Wild & Pope
- Brenandendron H.Rob.
- Caatinganthus H.Rob.
- Cabobanthus H.Rob.
- Camchaya Gagnep.
- Centauropsis Bojer ex DC.
- Centrapalus Cass.
- Centratherum Cass.
- Chronopappus DC.
- Chresta Vell. ex DC.
- Critoniopsis Sch.Bip.
- Chrysolaena H.Rob.
- Cololobus H.Rob.
- Cuatrecasanthus H.Robinson
- Cyanthillium Blume
- Cyrtocymura H.Rob.
- Dasyandantha H.Rob.
- Dasyanthina H.Rob.
- Decastylocarpus Humb.
- Dewildemania O.Hoffm.
- Diaphractanthus Humb.
- Dipterocypsela S.F.Blake
- Distephanus Cass.
- Echinocoryne H.Rob.
- Eirmocephala H.Rob.
- Elephantopus L.
- Ekmania Gleason
- Eremanthus Less.
- Erlangea Sch.Bip.
- Ethulia L. f.
- Gorceixia Baker
- Gutenbergia Sch.Bip. ex Walp.
- Gymnanthemum Cass.
- Herderia Cass.
- Harleya S.F.Blake
- Hesperomannia A.Gray
- Heterocoma DC.
- Heterocypsela H.Rob.
- Hilliardiella H.Rob.
- Hololepis DC.
- Huberopappus Pruski
- Hystrichophora Mattf.
- Iodocephalis Thorel ex Gagnep.
- Irwinia G.M.Barroso
- Joseanthus H.Robinson
- Kinghamia C.Jeffrey
- Koyamasia H.Rob.
- Lachnorhiza A.Rich.
- Lampropappus (O.Hoffm.) H.Rob.
- Lepidaploa (Cass.) Cass.
- Lepidonia S.F.Blake
- Lessingianthus H.Rob.
- Linzia Sch.Bip. ex Walpers
- Lychnophora Mart.
- Lychnophoriopsis Sch.Bip.
- Manyonia H.Rob.
- Mattfeldanthus H.Rob. & R.M.King
- Mesanthophora H.Rob.
- Minasia H.Rob.
- Msuata O.Hoffm.
- Muschleria S.Moore
- Myanmaria H.Rob.
- Neurolakis Mattf.
- Oiospermum Less.
- Oliganthes Cass.
- Omphalopappus O.Hoffm.
- Oocephala (S.B.Jones) H.Rob.
- Orbivestus H.Rob.
- Orthopappus Gleason
- Quechualia H.Rob.
- Pacourina Aubl.
- Paurolepis S.Moore
- Phyllocephalum Blume
- Piptocarpha R.Br.
- Piptocoma Cass.
- Piptolepis Sch.Bip.
- Pithecoseris Mart. ex DC.
- Pleurocarpaea Benth.
- Polydora Fenzl
- Prestelia Sch.Bip.
- Proteopsis Mart. & Zucc. ex Sch.Bip.
- Pseudelephantopus Rohr
- Pseudopiptocarpha H.Rob.
- Rastrophyllum Wild & Pope
- Rolandra Rottb.
- Sipolisia Glaz. ex Oliv.
- Soaresia Sch.Bip.
- Spiracantha Kunth
- Stenocephalum Sch.Bip.
- Stilpnopappus Mart. ex DC.
- Stokesia L'Hèr.
- Stramentopappus H.Rob. & V.A.Funk
- Struchium P.Browne
- Telmatophila Mart. ex Baker
- Trepadonia H.Rob.
- Trichospira Kunth
- Vernonanthura H.Rob.
- Vernonia Schreb.)
- Vernoniastrum H.Rob.
- Xerxes J.R.Grant
- Xiphochaeta Poepp.

Géneros según NCBI:
- Albertinia - Baccharoides - Bothriocline - Brachythrix - Cabobanthus - Centauropsis - Centrapalus - Centratherum - Chresta - Chrysolaena - Critoniopsis - Cyanthillium - Distephanus - Eirmocephala - Elephantopus - Eremanthus - Eremosis - Ethulia - Gorceixia - Gutenbergia - Gymnanthemum - Hesperomannia - Heterocypsela - Hilliardiella - Lepidaploa - Lepidonia - Lessingianthus - Linzia - Lychnophora - Muschleria - Orbivestus - Parapolydora - Piptocarpha - Piptocoma - Sipolisia - Stokesia - Stramentopappus - Strobocalyx - Tephrothamnus - Vernonanthura - Vernonia - Vernoniastrum